# 中華民國地理學會
中華民國地理學會是中华民国地理学领域的学术团体，1934年成立於南京，1951年在台复会，2022年更為現名。

## 概况
1934年，翁文灏、竺可桢、张其昀在南京正式创立中国地理学会，翁文灏为首任会长。中国抗日战争时期学会迁往重庆；抗战结束后返回南京，位于南京中央大学地理系。1951年在台湾以「复会」名義重新成立中國地理學會，并召开在台第一届会员大会。1977年在中华民国内政部立案登记。2022年1月更名為「中華民國地理學會」。
中華民國地理學會為國際地理學會正式會員，是目前中华民国少数在国际学术机构中拥有正式会籍的学会之一。

## 历任理事长
| 屆次       | 任期           | 理事長 |
| ---------- | -------------- | ------ |
| 第一届     | 1951年－       | 張其昀 |
| 第二届     | 1973年－1975年 | 鄭資約 |
| 第三届     | 1976年－1978年 | 孫宕越 |
| 第四届     | 1979年－1981年 | 鄭子政 |
| 第五届     | 1982年－1983年 | 沙學浚 |
| 第六届     | 1984年－1985年 | 鄭子政 |
| 第七届     | 1986年－1987年 | 劉衍淮 |
| 第八届     | 1988年－1989年 | 劉鴻喜 |
| 第九届     | 1990年－1991年 | 王洪文 |
| 第十届     | 1992年－1993年 | 石再添 |
| 第十一届   | 1994年－1995年 | 王秋原 |
| 第十二届   | 1996年－1997年 | 陳國彥 |
| 第十三届   | 1998年－1999年 | 陳國彥 |
| 第十四届   | 1999年－2001年 | 張長義 |
| 第十五届   | 2001年－2003年 | 張長義 |
| 第十六届   | 2003年－2005年 | 鄧國雄 |
| 第十七届   | 2005年－2007年 | 林俊全 |
| 第十八届   | 2007年－2009年 | 林俊全 |
| 第十九届   | 2009年－2011年 | 陳國川 |
| 第二十届   | 2011年－2013年 | 陳國川 |
| 第二十一届 | 2013年－2015年 | 賴進貴 |
| 第二十二届 | 2015年－2017年 | 賴進貴 |
| 第二十三届 | 2017年－2019年 | 高慶珍 |
| 第二十四届 | 2019年－2022年 | 溫在弘 |
| 第二十五届 | 2022年－2024年 | 黃誌川 |
| 第二十六届 | 2024年－2026年 | 宋郁玲 |